# Brain (電子辞書)

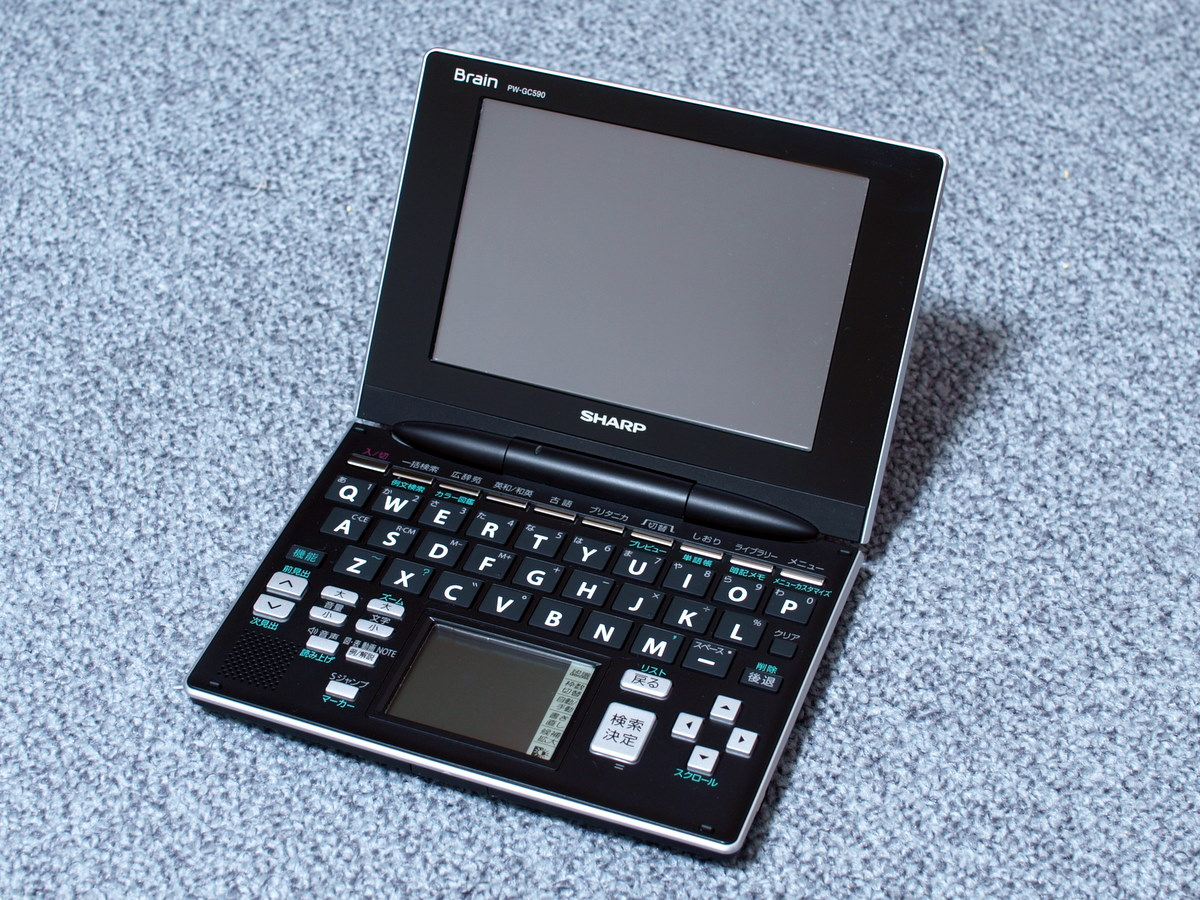
PW-GC590（学生向けモデル）

Brain（ブレーン）はシャープの電子辞書のブランド。2008年7月より登場。

## 特徴
- 一部機種にカラーのメイン画面とモノクロのタッチパッド（バックライト付き）を搭載。
- 2008年11月発売のPW-TC980よりメイン画面もペンタッチ対応の「Wタッチパネル」を搭載している。
- 初期のモデルではワンセグチューナーを搭載した製品も発売されていたが、後述のPW-TC980が発売されたきり、以降、新機種は発売されなかった。
- 2020年までのモデルはWindows Embedded CE 6.0をベースにしていた。
- インターネット上の公式サイト“ブレーンライブラリー”よりコンテンツを購入・追加ができる。
- コンパクトモデルを除くほとんどの機種にはmicroSDメモリーカードスロットが装備されており、別売りの電子辞書コンテンツカードをスロットに挿入することで本体に収録されていない辞書を追加することが可能である。2013年発売のPW-GX300まではmicroSDのみの対応だったため、コンテンツカードは2GBのmicroSD仕様だったが、2014年発売モデルからはmicroSDHCにも対応したため、コンテンツカードにもより大きい容量となる4GBのmicroSDHC仕様が追加されている。また、2018年発売モデルからはmicroSDXCにも対応していたが、2021年発売モデルでmicroSDHC対応（microSDXC非対応）に変更された。
- 競合機のカシオ計算機エクスワードが独自OSを採用しているのに対し、当機は2020年モデル以前はWindows CEをベースとした共通OSを採用していた。そのため、インターネット上で対応ソフト（PDF閲覧ソフト・テキスト編集ソフト・表計算ソフト等）を無料及び有料で容易に入手および自作することができた。
- コンパクトタイプや学習ツールを除いて世代により品番ルールが異なる。2010年モデルまでは半年の1回の間隔でモデルチェンジが行われていたが、2011年モデル以降は年に1回の間隔のモデルチェンジとなった。
  - 2008年モデル～2010年モデル - ワンセグ対応モデルの「TC」、生活・教養モデルの「AC」、学生向けモデルの「GC」の3つのシリーズ + グレードや世代を示す3桁の数字を示す。なお、2010年からはコンパクトモデルにも用いられるようになり、主要モデルが2011年から品番ルールを一新してからはコンパクトモデルのシリーズ名を指すようになった。
  - 2011年モデル～2013年モデル - 生活・教養モデルは「A」と学生向けモデルは「G」にそれぞれ改名して2つのシリーズとなり、グレードや世代を示す数字は4桁となる。なお、2011年モデルからビジネス向けモデル・中学生向けモデルも登場したが、この世代ではビジネス向けモデルは「A」シリーズの上位機、中学生向けモデルは「G」シリーズの下位機に位置づけられていた。
  - 2014年モデル～2020年モデル - 生活・教養モデルは「SA」、学生向けモデルのうちの高校生向けモデルは「SH」にそれぞれシリーズ名を改名し、2013年モデルまではグレードとして扱われていたビジネス向けモデルは「SB」に、中学生向けモデルは「SJ」にそれぞれ独立シリーズしたことで細分化され、数字は世代を示す1桁となった。
  - 2018年モデル～2020年モデル - 非公式アプリの起動プロテクトが掛かるようになった他、生活・教養モデルが「AA」、中学生向けモデルが「AJ」にそれぞれ移行。高校生向けモデルとビジネス向けモデルは従来通り「SH」・「SB」となる。
  - 2021年モデル～ - OSが独自のものになった他、生活・教養モデルは2013年以来約8年ぶりに「A」に回帰する共に、高校生向けモデルは「H」、高校生向けの英語強化モデルは「S」、大学生・ビジネス向けモデルは「B」、中学生向けモデルは「J」となった。
- これまでは、以前から発売されている「Papyrus」との棲み分けを図るため、カラー液晶搭載モデルとして発売されていたが、2015年8月に、「Brain」で初めてとなるモノクロ液晶モデル（PW-NA1/NK1）が発売された。

## 機種一覧
☆印は2021年3月時点で発売されているモデル。

### 大学生・ビジネス
- PW-A9000（2011年1月発売）
Brain初のビジネスモデル。機能面はA7000と同等だが、ビジネスのスキルアップに役立つコンテンツを収録しており、収録数は140コンテンツ。本体カラーはシルバー・ブラック・レッドの3色展開。
- PW-A9200（2012年1月発売）
機能面はA7200と同等で、「なめらかフォント」の採用、「全文検索機能」の追加、処理能力の高速化が施される。収録数は130コンテンツ（前機種のA9000より10コンテンツ減）。本体カラーはブラックとレッドの2色展開。
- PW-A9300（2013年1月発売）
機能面はA7300と同等で、6つにジャンル分けされたホーム画面を採用。辞書/カラー図鑑 動画/アクセサリーはA7300と共通だが、A9300では健康/アプリ/旅行が英語/中国語/ビジネスに置き換わっている違いがある。収録コンテンツ数・動画コンテンツ本数はA9200と同じだが、中国語・中国語会話に関連したコンテンツの充実が図られている。本体カラーはブラックとシルバーの2色展開。
- PW-SB1（2014年2月発売）
機能面ではSA1と同等で、「360°オープンデザイン」、5.2型WVGA高精細カラー液晶、新ホーム画面を採用。新設の「調べる」と「アクセサリー」はSA1と共通だが、SB1では生活/教養/図鑑/旅行会話が英語/中国語/ビジネス/出張・旅行に置き換わっている違いがあり、「調べる」の文字種では中国語も指定することができる。コンテンツ数を120に減らした一方、動画コンテンツは109本に増量した。本体カラーはA9200の時と同じく、ブラックとレッドの2色展開。
- PW-SB2（2015年2月発売）
SA2同様に、「あいまいチェック」、日本語・英語対応の音声入力、「一括検索選択モード」を搭載。一方で、SB1に搭載されていた「お気に入りツール」とピンイン入力は非搭載となった。また、アルミ合金フレームの強度を高めた改良型「パワーボディ」の採用やリチウムイオン電池の改良による使用時間の向上も行われた。コンテンツ数はSB1と同じ120だが、動画コンテンツは75本に減らされた。また、本モデルで対象範囲を大学生にまで拡大したことで、就職活動関連のコンテンツが新たに収録され、ホーム画面も中国語が日本語に、出張・旅行が生活にそれぞれ置き換えられた。本体カラーはブラックに加え、ビジネス向けモデルでは初のブルー（ホワイトベース）が追加された。
- PW-SB3（2016年1月発売）
SA3同様に、5.5型WVGA+カラー液晶を採用し、「フレキシブルタッチキー」と「TTS合成音声連続読上」を新搭載し、目的別とカテゴリ別に分類し直し、「お気に入り」を追加した新しいHOME画面を採用（SB3の目的別項目は「調べる」・「お気に入り」・「追加コンテンツ」・「検定対策」の4項目、カテゴリ別項目は「英語」・「ビジネス」・「国語/教養」・「文学/英語原書」・「旅行/出張」の5項目ある）。3,000冊の文学作品も新たに収録した。一方で、イージータブレット、音声入力、なぞって学習帳、PDFビューアー、ヤマハ製オーディオチップが非搭載となり、動画コンテンツも収録されなくなった上、収録コンテンツ数も100に減らした。本体カラーが刷新され、ネイビーとホワイトの2色となった。
- PW-SB4（2017年1月発売）
SA4同様に、キーの大型化と配列を見直した新型キーボードと「英作ボード」・「自動英単語帳」を新搭載。使用時間（電池の持ち時間）がSB3より約30時間延び、約100時間となった。本体カラーはSB3から引き継ぎ、ネイビーとホワイトの2色展開となる。
- PW-SB5（2018年1月発売）
SA5同様に、ホーム画面の改良、軽量化及び「やさしさフィットデザイン」の採用、使用時間の延長、キーフォントの拡大が行われた。本体カラーはSB4から引き継いだネイビーとSB1以来の設定となるレッドの2色となった。また、目的別学習メニューの「Brain Learning」、調べた言葉を自動で単語帳に登録する「自動英単語帳」、英作文を打ったり保存ができたりする「英作ボード」が追加され、「調べるホーム」の背景画像のカスタマイズも可能となった。
なお、発売当初、収録コンテンツ数はSB4と同じ100コンテンツだったが、2018年2月に自主基準が変更されたことを受け、同年3月に搭載コンテンツの「NHKラジオ講座」のカウント方法を1年分から1か月単位に変更したことで、105コンテンツに改められた。
- PW-SB6（2019年1月発売）
メニュー画面が拡充され、従来の基本メニューの「調べるホーム」、目的別学習メニューの「Brain Learning」に加え、使用頻度の高いコンテンツやツールを最大21個まで自由に配置可能な「お気に入り」が新たに搭載された。「自動英単語帳」機能は単語帳の内容を英単語に限定しない「自動単語帳」に拡張された。
- PW-SB7☆（2020年1月発売）
「自動英単語帳」は「復習テスト」の出題設定に調べてからの期間を指定することが可能となった。コンテンツ数はSB6と同じだが、『OXFORD現代英英辞典』は第10版に、『大辞林』は4.0（第四版をベースにデータ・項目の改訂や追加収録を行った電子版）にそれぞれ更新された。連続表示時の使用時間が向上（SB6:約130時間 → SB7:約140時間）されたほか、キーボードはデザインが一新され、クリック感を向上。「縦型学習スタイル」時での持ちやすさ向上のため、中央にくぼみが設けられた。カラーバリエーションはSB6から踏襲され、ネイビーとレッドの2色である。
- PW-B1☆（2021年2月発売）
リスニング機能が強化され、最初はリスニングからスタートし、英文を見ながら一文ずつ発音練習するリピーティング、英文を見ずに聞いた英語をすぐに発音するシャドーイングと段階的に難易度を上げる「ステップリスニング」を新たに採用するとともに、従来はキーボード入力のみだった数字の画面入力や文字種混合検索（一括検索・全文検索・ビジネス表現検索）も可能となった一方、付箋や会話アシスト（英語・中国語旅行会話）は非搭載となった。ホーム画面がリニューアルされ、SB7ではお気に入りを表示していたエリアが直前に使用したコンテンツを6個まで表示するコンテンツ履歴へ変更。質量がSB7に比べ約5g軽量化された（SB7:約265g → B1:約260g）。カラーバリエーションはSB7から踏襲され、ネイビーとレッドの2色である。

### 学生向け

#### 高校生
- PW-GC590（2009年1月発売）
5教科9科目を網羅したシャープ製高校生向けモデル初の100コンテンツ搭載。機能面はAC890とほぼ同等。本体カラーはナチュラルホワイト・マットブラック・ピュアピンク・ウォーターブルー・ライムグリーンの5色展開（なお、ウォーターブルーとライムグリーンは遅れ発売で、当初同年2月の発売が予定されていたが、諸般の都合により同年3月に延期して発売）。
- PW-GC610（2010年1月発売）
AC910と同様に100本の動画コンテンツを搭載するほか、必要に応じて「ブレーンライブラリー」から代々木ゼミナールの動画教材などを購入し追加させることもできる。コンテンツの内容や本体カラーが異なる点以外、機能面はAC910と同等。本体カラーはピュアホワイト・ノーブルブラック・シルキーピンク・ターコイズブルー・パッションオレンジの5色展開。
- PW-G5000（2011年1月発売）
コンテンツ数を130コンテンツ、動画コンテンツを160本に増量。内容も主に高校の授業や大学受験に役立つコンテンツが中心。機能面はA7000と同等。本体カラーはホワイト・ブラック・ピンク・グリーン・オレンジの5色。
- PW-G5100（2011年8月発売）
山川出版社の学習アプリ『歴検チャレンジ!』を搭載したほか、総合英文法参考書『クラウン総合英語 第2版』や『NEW出口現代文講義の実況中継』を電子辞書として初めて収録し、コンテンツ数を135コンテンツに増量。動画コンテンツはG5000と同じ160本を収録する。さらに、英語学習に役立つ新機能として、調べた単語の詳細表示画面から、さらに単語を追加して成句検索ができる「W成句検索」と、複数の辞書からまとめて成句検索ができる「一括成句検索」を搭載。本体カラーはホワイト・ブラック・ピンク・ブルーの4色。
- PW-G5200（2012年1月発売）
高校生向けモデルにも「なめらかフォント」の採用、「全文検索機能」の追加、処理能力の高速化を施した。コンテンツ数や動画コンテンツ本数は前機種のG5100と同じ。本体カラーはホワイト・ブラック・ピンク・オレンジ・アオの5色。
- PW-G5300（2013年1月発売）
高校生向けモデルにも6つにジャンル分けされたホーム画面を採用。辞書とアクセサリーはA7300と共通だが、G5300では健康/アプリ/旅行/カラー図鑑 動画が国語/英語/数学・理科/社会に置き換わっている違いがある。また、英和辞典6種類、和英辞典3種類を収録するなど、コンテンツ数を165コンテンツに増やした一方、動画コンテンツは77本に減らされた。さらに、「カタカナで引ける英和辞典」を除く英和辞典5種類と和英辞典3種類の中からよく使う英和辞典、和英辞典を1冊ずつ登録してすぐに呼び出すことができる「英和/和英」キーも搭載した。本体カラーはホワイト・ブラック・ライトピンク・ビビットピンク・ブルーの5色。
- PW-SH1（2014年2月発売）
G5300後継の高校生向けモデル。本モデルにも「360°オープンデザイン」、5.2型WVGA高精細カラー液晶、新ホーム画面を採用。「辞書」が「辞書メニュー」に名称を変えてホーム画面の左下に移り、新たに「調べる」を追加した以外はG5300と同じアイコン配列となる。コンテンツ数は150コンテンツに減らしたが、動画コンテンツはG5300の2倍以上となる160本に増量された。本体カラーはホワイト・ブラック・ピンク・ブルー・バイオレットの5色。
なお、当初は2014年1月に発売する予定だったが、収録されている動画コンテンツの一部に動作不具合が発生することが判明し、修正作業が必要になったため、発売が約1ヶ月延期となった。既に購入された場合でも、同年2月に公開された操作性改善のアップデートを行うことで動作不具合も同時に修正される。
- PW-SH2（2015年1月発売）
本モデルにも「あいまいチェック」、日本語・英語対応の音声入力、「一括検索選択モード」を搭載。また、アルミ合金フレームの強度を高めた改良型「パワーボディ」の採用やリチウムイオン電池の改良による使用時間の向上も行われた。コンテンツ数・動画コンテンツ数はSH1と同じである。本体カラーはホワイト・ブラック・ピンク・ブルー・グリーンの5色。
- PW-SH3（2016年1月発売）
SA3/SB3同様に、5.5型WVGA+カラー液晶を採用し、「フレキシブルタッチキー」と「TTS合成音声連続読上」を新搭載し、目的別とカテゴリ別に分類し直し、「お気に入り」を追加した新しいHOME画面を採用（SH3の目的別項目は「調べる」・「お気に入り」・「暗記学習」・「受験対策」の4項目、カテゴリ別項目は「国語」・「英語」・「数学/理科/社会」・「文学/英語原書」・「百科事典/旅行」の5項目ある）。3,000冊の文学作品も新たに収録した。一方で、イージータブレット、音声入力、なぞって学習帳、ヤマハ製オーディオチップが非搭載となった。コンテンツ数はSA2と同じだが、動画コンテンツ数を60本に減らした。本体カラーはホワイト・ブラック・ブルー・ピンクに、新色のネイビーを加えた5色展開。
- PW-SH4（2017年1月発売）
SA4/SB4同様に、キーの大型化と配列を見直した新型キーボードと「英作ボード」・「自動英単語帳」を新搭載したほか、最新の入試問題データに基づいて単語の出題頻度や意味・語法・連語などを分析し、時代とともに変化する入試英語のトレンドを反映した「システム英単語 改訂新版」を電子辞書として初めて収録するなど、収録コンテンツ数を170コンテンツに増量。また、使用時間（電池の持ち時間）がSH3より約30時間延び、約100時間となった。本体カラーはホワイト・ブラック・ネイビー・ピンクに、SH2以来となるグリーンが追加された。
- PW-SH5（2018年1月発売）
SA5/SB5同様に、ホーム画面の改良、軽量化及び「やさしさフィットデザイン」の採用、使用時間の延長、キーフォントの拡大が行われた。本体カラーはSH4から引き継いだホワイト、ブラック、レッド、ネイビーに加え、SH3以来となるブルーが加わった。
なお、発売当初、収録コンテンツ数はSH4から増えて215コンテンツだったが、2018年2月に自主基準が変更されたことを受け、同年3月に搭載コンテンツの「NHKラジオ講座」のカウント方法を1年分から1か月単位に変更したことで、245コンテンツに改められた。
- PW-SH6☆（2019年1月発売）
啓林館発行の『Vision Quest 総合英語 2nd Edition』といいずな書店発行の『総合英語Evergreen』の2種類の英文法書を電子辞書として初めて収録されたほか、SB6同様に、「お気に入り」メニューが追加され、背景画像のカスタマイズ設定が可能となった。収録コンテンツ数がSH5から増え、260コンテンツとなった。本体カラーはSH5同様にホワイト・ネイビー・ブラック・レッドに加え、新色のバイオレットが追加された。
- PW-SS6（2019年1月発売）
SH6をベースに、英英辞典や類語辞典など20コンテンツ追加した280コンテンツモデル。本体カラーはホワイトとネイビーの2色である。
- PW-SH7☆（2020年1月発売）
赤・緑・紺の3色シートで単語や意味を隠しながら暗記し、「確認テスト」で成果を確認可能な「暗記ツール」機能を新たに搭載し、「自動単語帳」機能では「復習テスト」の出題設定に調べてからの期間を指定することが可能となった。そのほか、『ATR CALL for Brain』に体験版モードを追加、『OXFORD BOOKWORMSベストセラー厳選集』にマララ・ユスフザイやウサイン・ボルトの活動を伝える書籍を加える、『英検過去問題集』を2019年度版に更新するとともに筆記試験画面をボタンでの選択に改良。『OXFORD現代英英辞典』を第10版に、『大辞林』を4.0（第四版をベースにデータ・項目の改訂や追加収録を行った電子版）に、駿台文庫発行の『システム英単語』は電子辞書初となる5訂版へそれぞれ更新するなど既存コンテンツの内容が強化されるとともに、いいずな書店発行の『英文法・語法 Vintage』とZ会発行の『速読英単語 必修編』が電子辞書として初めて収録された一方で、SH6に収録されていた動画コンテンツは収録されなくなった。SB7同様に連続表示時の使用時間が向上（SH6:約130時間 → SH7:約140時間）されたほか、キーボードはデザインが一新され、クリック感を向上。「縦型学習スタイル」時での持ちやすさ向上のため、中央にくぼみが設けられた。本体カラーはSH6から踏襲され、ホワイト・ブラック・ネイビー・レッド・バイオレットの5色である。
- PW-SS7☆（2020年1月発売）
SH7をベースに、大学生・ビジネス向けモデルのSB7にも収録されている研究社発行の『リーダーズ英和辞典』や『リーダーズ・プラス』、大修館書店発行の『ジーニアス英和大辞典』など20コンテンツ追加して280コンテンツに増やした英語強化モデル。本体カラーはSS6から踏襲され、ホワイトとネイビーの2色である。
- PW-H1☆（2021年2月発売）
発音練習アプリ『ATR CALL 5000』が新たに搭載されたほか、三省堂発行の『クラウン総合英語 第3版』といいずな書店発行の『総合英語be 3rd Edition』を電子辞書で初収録し、『英単語ターゲット1900』を6訂版に、『ユメジュク 夢をかなえる英熟語』を『新ユメジュク 夢をかなえる英熟語』に差し替えるなど、一部のコンテンツが最新版に更新され、収録コンテンツ数をSH7から減らして241コンテンツに整理。そのほか、B1同様に、「ステップリスニング」の採用、数字の画面入力および文字種混合検索（一括検索・全文検索）への対応、付箋と会話アシスト（英語・中国語旅行会話）の非搭載化、ホーム画面のリニューアルとコンテンツ履歴の追加、質量の軽量化（SH7:約265g → H1:約260g）を行った。本体カラーはSH7から踏襲され、ホワイト・ブラック・ネイビー・レッド・バイオレットの5色である。
- PW-S1☆（2021年2月発売）
H1をベースに、『ジーニアス英和大辞典』、『リーダーズ英和辞典』、『リーダーズ・プラス』など英語関連のコンテンツを中心に39コンテンツを追加して280コンテンツに増やした英語強化モデル。改良点はH1に準じる。本体カラーはSS7から踏襲され、ホワイトとネイビーの2色である。

#### 中学生
- PW-G4000（2011年1月発売）
G5000の姉妹機でこちらはシリーズ初となる中学生を対象としたモデル。中学校の授業・高校入試・高校入学後と長く使用できるように設計されており、収録数は110コンテンツ・動画100本とG5000よりも少なくなっている。カラーはホワイトとピンクの2色。
- PW-G4200（2012年1月発売）
G5200の姉妹機で中学生を対象としたモデル。本モデルにも「なめらかフォント」の採用、「全文検索機能」の追加、処理能力の高速化を施した。収録数は110コンテンツとG4000と同じだが、動画コンテンツは107本に増量された。本体カラーもG4000同様にホワイトとピンクの2色展開。
- PW-SJ1（2014年2月発売）
G4200後継の中学生向けモデル。本モデルにも「360°オープンデザイン」と5.2型WVGA高精細カラー液晶を採用。また、中学生向けモデルとしては初めてホーム画面も採用された（SJ1のホーム画面はSH1と同じアイコン配列）。コンテンツ数は120コンテンツに増量。動画コンテンツは82本に減らしたが、新たに、1006本の漢字筆順動画を新たに収録した。本体カラーはG4200と同じく、ピンクとホワイトの2色展開
なお、当初は2014年1月に発売する予定だったが、収録されている動画コンテンツの一部に動作不具合が発生することが判明し、修正作業が必要になったため、発売が約1ヶ月延期となった。既に購入された場合でも、同年2月に公開された操作性改善のアップデートを行うことで動作不具合も同時に修正される。
- PW-SJ2（2015年1月発売）
本モデルにも「あいまいチェック」、日本語・英語対応の音声入力、「一括検索選択モード」を搭載。また、アルミ合金フレームの強度を高めた改良型「パワーボディ」の採用やリチウムイオン電池の改良による使用時間の向上も行われた。コンテンツ数・動画コンテンツ数・漢字筆順動画数はSJ1と同じである。本体カラーはホワイトに加え、新色のグリーン（ブルーベース）が追加された。
- PW-SJ3（2016年2月発売）
SA3/SB3同様に、5.5型WVGA+カラー液晶を採用し、「フレキシブルタッチキー」と「TTS合成音声連続読上」を新搭載し、目的別とカテゴリ別に分類し直し、「お気に入り」を追加した新しいHOME画面を採用（SJ3の目的別項目は「調べる」・「お気に入り」・「暗記学習」・「受験対策」の4項目、カテゴリ別項目は「国語」・「英語」・「数学/理科/社会」・「文学/英語原書」・「百科事典/カラー図鑑」の5項目ある）。3,000冊の文学作品も新たに収録した。一方で、イージータブレット、音声入力、なぞって学習帳、ヤマハ製オーディオチップが非搭載となった。コンテンツ数はSJ2と同じだが、動画コンテンツ数を65本に減らした。本体カラーはホワイトとブルーの2色展開。
- PW-SJ4（2017年2月発売）
SA4/SB4同様に、キーの大型化と配列を見直した新型キーボードと「英作ボード」・「自動英単語帳」を新搭載したほか、収録コンテンツ数を105コンテンツに増量。使用時間（電池の持ち時間）がSJ3より約30時間延び、約100時間となった。本体カラーが刷新され、グリーンとネイビーの2色展開となった。
- PW-SJ5（2018年2月発売）
SA5/SB5同様に、ホーム画面の改良、軽量化及び「やさしさフィットデザイン」の採用、使用時間の延長、キーフォントの拡大が行われた。本体カラーはSJ4から引き継ぐネイビーとSJ3以来となるブルーの2色となった。
なお、発売当初、収録コンテンツ数はSJ4と同じ105コンテンツだったが、2018年2月に自主基準が変更されたことを受け、同年3月に搭載コンテンツの「NHKラジオ講座」のカウント方法を1年分から1か月単位に変更したことで、135コンテンツに改められた。
- PW-AJ1（2018年10月発売）
キーボードトレーニング機能が新たに搭載され、収録コンテンツ数がSJ5より増えて150コンテンツとなった。本体カラーは、SJ3以来のホワイトと、SJ4以来のグリーンが設定される。
- PW-AJ2☆（2019年10月発売）
画面サイズはそのままで、AJ1比奥行が2mm短く（AJ1:約96.5mm → AJ2:約94.5mm）、質量が約5g軽量化（AJ1:約270g → AJ2:約265g）。連続表示時の使用時間が拡大され（AJ1:約120時間 → AJ2:約130時間）、見出し語から複数の収録コンテンツをまとめて検索する一括検索の検索表示速度が高速化された。また、「英作ボード」には自分の発音を録音してTTS合成音声による手本との聞き比べによるスピーチ練習が可能なスピーキング機能が搭載され、「英作ボード スピーキングプラス」となった。収録コンテンツ数はAJ1と同じ150コンテンツだが、「英検ガイド」が2019年版に更新された。本体カラーはAJ1から踏襲され、ホワイトとグリーンの2色である。
- PW-J1☆（2021年2月発売）
H1/S1同様に、発声練習アプリの『ATR CALL 5000』が搭載され、連続表示時の使用時間を向上（AJ2:約130時間 → J1:約140時間）。自動単語帳にテスト設定機能を追加した。収録コンテンツ数はAJ2と同じだが、『小学館 例解学習国語辞典』が第十一版となるなど、一部のコンテンツが最新版へ更新され、子供向けの英和・和英辞典を小学館の『プログレッシブ 小学英和辞典』『プログレッシブ 小学和英辞典』に変更するなど収録コンテンツを一部変更。AJ2に収録されていた動画コンテンツは収録されなくなった。そのほか、B1/H1/S1同様に、「ステップリスニング」の採用、数字の画面入力および文字種混合検索（一括検索・全文検索）への対応、付箋と会話アシスト（英語・中国語旅行会話）の非搭載化、ホーム画面のリニューアルとコンテンツ履歴の追加、質量の軽量化（AJ2:約265g → J1:約260g）を行った。本体カラーはAJ2から踏襲されるホワイトと、中学生向けモデルでは初設定となるバイオレットの2色である。

### 学習ツール
- PW-GX500（2012年8月発売）
5型HVGAカラー液晶（タッチパネル付）を搭載し、本体に収納できる付属のタッチペンで、文字入力や操作が可能。また、一般的な電子辞書にみられるキーボードを無くし、タブレット型としたことで厚さ10.5mmの薄型を実現。収録数は51コンテンツと少なめだが、大手予備校の代々木ゼミナールによる学習動画3講座（英語、数学ⅠA、古文）が収録されているほか、「ブレーンライブラリー」から必要な講義を有料ダウンロードにより追加することができる（本体内蔵コンテンツは1講座につき累計100時間までの視聴制限が設けられているが、ダウンロードにより追加購入した講義は視聴制限なしとなる）。
- PW-GX300（2013年1月発売）
前年発売のGX500をベースに、英語学習コンテンツに重点を置いた英語入門モデル。国際電気通信基礎技術研究所の研究成果をもとに開発した英語学習支援システム「ATR CALL for Brain」を搭載。1回約20分の小ユニットで構成された「レッスン」、日本人が聞き取りづらい「R」と「L」の聞き分けやアクセント位置等の基礎力を養う「基礎練習」で正しい英語を身につけることができ、「学習履歴」で成果をビジュアル化して確認できる。また、長文に慣れるためのコンテンツとして『リトル・チャロ』や有名な英語小説を厳選した「OXFORD BOOKWORMS ベストセラー厳選集」も収録。英語辞書はもちろん、国語辞書や百科事典も網羅した8種類の辞書コンテンツも収録している。

### 生活・教養
- PW-AC880（2008年8月発売）
初代モデル。5型高精細HVGA（480×320ドット）カラー液晶搭載。100コンテンツ収録。本体カラーはクリアシルバーとノーブルブラックの2色展開。
- PW-AC830（2008年8月発売）
AC880を40コンテンツに絞った廉価モデル。本体カラーはワインレッド・クリスタルホワイト・コスミックブルーの3色展開。
- PW-AC890（2009年1月発売）
メイン画面にペンで直接書き込みができる手書き暗記メモ機能を搭載した"Wタッチパネル"に対応。スピーカーを1つに減らし、十字キーを拡大。本体カラーはクリスタルシルバー・エレガントブラック・ライトベージュの3色展開となる。
- PW-AC900（2009年7月発売）
AC890に比べ、タッチパッド部の面積を約30%拡大。さらに、「英単語サッと手書き入力」機能も搭載され、スペルの長い単語もまとめて手書き認識ができるようになった。また、本機のキーボードで入力したテキスト文書を保存してパソコンに活用できるテキストメモ機能も搭載された。本体カラーはライトシルバー・チャコールブラック・ボルドーレッド・シーブルー・クリームアイボリーの5色展開となった。
- PW-AC910（2010年1月発売）
新たに動画コンテンツを100本収録。さらに、覚えておきたい文書や語句を一か所にまとめて保存することができる「なぞって学習帳機能」を搭載した。本体カラーはシャイニングシルバー・ノーブルブラック・プライムレッドの3色。
- PW-AC920（2010年8月発売）
学習動画コンテンツを158本に増量。また、漢検・英検・TOEICの試験形式に合わせた模擬テストや日本語検定の公式テキスト、さらには電子辞書では初となる『経済･ビジネス基本用語 4000語辞典』を収録。本体カラーはスタイリッシュシルバー・ノーブルブラック・エレガントレッド・ナチュラルグリーン・グレースピンクの5色展開となる。
- PW-A7000（2011年1月発売）
メインディスプレイの左右に機能キー「イージータブレット」を追加したことで、カラー液晶搭載電子辞書では最大クラスの5.6型タッチパネルに（ディスプレイ単体は5型HVGA液晶）。ラインナップの細分化により、旅行や生活など日常生活に役立つコンテンツを中心に120コンテンツを収録。本体カラーはホワイト・ブラック・ゴールド・ブルー・ライトピンクの5色展開。
- PW-A7200（2012年1月発売）
パソコンなどで採用されているアンチエイリアス処理を行い、文字の輪郭のギザギザを目立たなくしたことで拡大表示しても見やすい「なめらかフォント」を電子辞書で初めて採用し、解説文に含まれる語句も検索できる「全文検索機能」を搭載（この機能についてはデータ管理基盤に日立ソリューションズの組込データベース「Entier（エンティア）」を使用している）。さらに、高性能プロセッサの搭載により、画面送りや動画コンテンツの立ち上がりがよりスムーズになった。コンテンツ数は『日本歴史大事典』や『医者からもらった薬がわかる本』の2012年版など100コンテンツ（前機種のA7000より20コンテンツ減）。本体カラーはホワイト・ブラック・ピンク・ブラウンの4色展開。
- PW-A7300（2012年11月発売）
病気や傷の症状などについて、図や写真を活用した分かりやすい表現で解説した『六訂版 家庭医学大全科』を電子辞書として初めて搭載。また、ホーム画面を辞書/健康/アプリ/旅行/カラー図鑑 動画/アクセサリーの6つにジャンル分けし、目的のコンテンツに素早くたどり着けるようにした。コンテンツ数はA7200と同じ100コンテンツだが、動画コンテンツ本数が109本に増量されている。本体カラーはゴールド、ブラック、ピンク、グリーンの4色展開。
- PW-A7400（2013年6月発売）
趣味や余暇でも活用可能なコンテンツを充実させており、『新版 季寄せ』をはじめとする俳句関連のコンテンツを7つ収録したほか、マギー司郎やその弟子たちが実演付きで解説する『マギー司郎の手品検定入門』の動画を36本収録。これにより、ホームメニューはA7300の「旅行」から「趣味」に差し替えとなり、動画コンテンツ本数が145本に増量した。コンテンツ数はA7200/A7300と同じ100コンテンツである。本体カラーはレッド、シルバー、ブラックの3色展開。
- PW-SA1（2014年2月発売）
電子辞書としては業界初となる「360°オープンデザイン」を採用したことで、これまでのキーボードスタイルに加え、ディスプレイをひっくり返し、表示方向を切り替えることで、片手でも操作できるペンスタイルに変化し、使用場面に応じて使い分けができる。これに伴って、ディスプレイは従来の5型HVGAから少し大きくなり、約2.5倍に高解像度化された5.2型WVGA高精細カラー液晶を搭載した。また、ホーム画面も一新され、検索はホーム画面左上にある「調べる」ボタンに集約。これにより、コンテンツの種類を問わずに素早く検索でき、検索方法・入力方法・文字種はワンタッチで切り替えが可能となった。ホーム画面は「調べる」のほかに、生活/教養/図鑑/旅行会話/アクセサリーの6つのアイコンが表示されている。収録コンテンツ数はA7300/A7400と同じ100コンテンツだが、動画コンテンツ本数は84本となった。本体カラーはレッド、ブラック、ホワイトの3色展開。
- PW-SA2（2015年2月発売）
新機能として、間違って覚えやすい言葉や複数の読み方がある言葉を調べる際、調べたい言葉の候補が表示されて内容を確認して調べる「あいまいチェック」、日本語・英語対応の音声入力機能、内蔵辞書から用途に応じて複数の辞書を指定して検索できる「一括検索選択モード」を搭載。一方で、SA1に搭載されていた「お気に入りツール」は非搭載となった。既採用の「パワーボディ（アルミ合金フレーム+バスタブ構造）」はアルミ合金フレームの強度をSH1比で30%向上。また、リチウムイオン電池の性能向上により、使用時間がSA1比約40%アップの約70時間となった。収録コンテンツ数・動画コンテンツ数はSA1と同じである。本体カラーはSA1から継続設定のブラックとホワイトに加え、生活・教養モデルではA7200以来となるピンクが再設定された。
- PW-SA3（2016年2月発売）
画面サイズを更に大きくして横の表示領域を拡大した5.5型WVGA+カラー液晶を採用。画面右端には操作メニューの「フレキシブルタッチキー」を新たに配置した。この「フレキシブルタッチキー」は縦表示画面の「タッチペンスタイル」に変更するとボタンの向きが変わると同時に画面下に配置し直されるほか、文字入力画面や検索画面に合わせて表示内容も変化するようになっている。また、HOME画面が刷新されて目的別とカテゴリ別に分類し直され、目的別にはよく利用する辞書や書籍を最大8つまで登録できる「お気に入り」を新設した（SA3の目的別項目は「調べる」と「お気に入り」の2項目、カテゴリ別項目は「国語」・「英語/英会話」・「健康」・「教養」・「趣味」・「旅行」・「文学/英語原書」の7項目ある）。また、選択した文書を抑揚のついた音声で読み上げて自動的に読み進める「TTS合成音声連続読上」を新搭載し、3,000冊の文学作品も新たに収録された。一方で、イージータブレット、音声入力、なぞって学習帳、ヤマハ製オーディオチップが非搭載となり、動画コンテンツも収録されなくなった。収録コンテンツ数はSA2と同じ。本体カラーはSA1以来となるブラックとホワイトの2色展開である。
- PW-SA4（2017年2月発売）
外観デザインが全面刷新され、キーボードのキーを2016年モデル比約1.7倍に大型化するとともに、キー配列を見直し、音声キー・スピーカー・マイクなど音声に関連したアイテムを一纏めに整理された。併せて、英語学習関連の機能を強化し、辞書などのコンテンツを見ながら英作文を作成したり、読み上げ機能で音声のあとについて発音することが可能な「英作ボード」や、調べた英単語を自動的に登録する「自動英単語帳」を搭載。さらに、使用時間（電池の持ち時間）がSA3より約30時間延び、約100時間となった。本体カラーはSA3から引き継ぎ、ブラックとホワイトの2色展開となる。
- PW-SA5（2018年2月発売）
ホーム画面を「調べる」・「学習」それぞれに特化した2種類を用意し簡単な操作で切替が可能となり、2017年モデル比で軽量化され、併せて、折り返して使用する際にくぼみや角の丸みで持ちやすくする「やさしさフィットデザイン」に改良。そのほか、使用時間がSA4よりも約20時間延びて約120時間に延長され、キーフォントが2017年モデル比約125%に拡大された。本体カラーはSA4から引き継ぎ、ブラックとホワイトの2色展開である。
なお、発売当初、収録コンテンツ数はSA4と同じ100コンテンツだったが、2018年2月に自主基準が変更されたことを受け、同年3月に搭載コンテンツの「NHKラジオ講座」のカウント方法を1年分から1か月単位に変更したことで、130コンテンツに改められた。
- PW-AA1（2018年10月発売）
前述のAJ1同様、キーボードトレーニング機能が搭載され、コンテンツ数がSA5から増えて150コンテンツとなった。カラーバリエーションはSA5と同じホワイトに加え、A7200以来となるブラウンが設定された。
- PW-AA2☆（2019年10月発売）
前述のAJ2同様、画面サイズはそのままで、AA1比奥行が2mm短く（AA1:約96.5mm → AA2:約94.5mm）、質量が約5g軽量化（AA1:約270g → AA2:約265g）。連続表示時の使用時間が拡大（AA1:約120時間 → AA2:約130時間）。AA1に搭載されていた自動単語帳、暗記ツール、学習進捗管理が省かれ、ノート機能は俳句・図鑑・旅行に合わせたフォームを収録した「旅ノート」となった。カラーバリエーションはAA1から引き続き設定されるホワイトと、生活・教養モデルではA7300以来となるグリーンが設定された。
- PW-A1☆（2021年2月発売）
暗記ツールが新たに搭載され、J1同様に自動単語帳にはテスト設定機能が追加され、連続表示時の使用時間を向上（AA2:約130時間 → A1:約140時間）。そのほか、B1/H1/S1/J1同様に、「ステップリスニング」の採用、数字の画面入力および文字種混合検索（一括検索・全文検索）への対応、付箋と会話アシスト（英語・中国語旅行会話）の非搭載化、ホーム画面のリニューアルとコンテンツ履歴の追加、質量の軽量化（AA2:約265g → A1:約260g）を行った。カラーバリエーションはAA2から引き続き設定されるホワイトと、生活・教養モデルではSA1以来となるレッドが設定された。

### ワンセグ対応
- PW-TC980（2008年12月発売）
ワンセグチューナーを内蔵したモデル。発売当時はシリーズのフラッグシップモデルだった（ワンセグ対応故に価格がかなり高く、他の機種がモデルチェンジした後も、本機種はモデルチェンジしていないにもかかわらず事実上のフラッグシップモデルである時期があった）。5型高精細HVGAカラー液晶搭載で100コンテンツ収録。デザインは前述のAC880に似るが、細部が金色になり、高級感のあるデザインとなっている。本体カラーはノーブルブラックとシャンパンゴールドの2色展開。

### コンパクトモデル
※コンパクトモデルは全機種「ブレーンライブラリー」非対応。
- PW-AC110（2010年2月発売）
小型・軽量設計にしている半面、タッチパネルは非搭載。ディスプレイサイズも一回り小さい4.3型ワイド(480×272ドット)としている。コンテンツ数は50と他の機種に比べ少ないが、『広辞苑 第6版』や『新 家庭の医学』『ジーニアス英和辞典 第4版』などが収録されている。
- PW-AC10（2010年8月発売）
カラー液晶搭載電子辞書としては業界最軽量を実現。コンパクトながら2.4型(320×240ドット)のカラー液晶を搭載している。また、本体中央に検索・決定キーを配列したことで片手での入力もできる。内蔵コンテンツは広辞苑、ジーニアス英和・和英辞典、漢字源、パーソナルカタカナ語辞典、7ヶ国語対応の『わがまま歩き旅行会話』の厳選された全12コンテンツとなっている。本体カラーはグリーン、シルバーホワイト、ピンクの3色で、ブラックとの2トーンカラーである。
- PW-AC20（2011年2月発売）
AC10をベースにTOEIC対策に特化したモデル。収録された全12コンテンツのうち6つがTOEIC対策コンテンツになっており、外でも気兼ねなく聞けるようにイヤホンが付属されている。また、OXFORD現代英英辞典も収録されているが、広辞苑、ジーニアス英和・和英辞典、漢字源、パーソナルカタカナ語辞典についてはAC10と同じである。本体カラーはピンク・ブルー・シルバーの3色展開で、ホワイトとの2トーンカラーである。
- PW-AC40（2011年7月発売）
タッチパネルが手書き対応となり、さらに、表示されている単語や文書をタッチペンでなぞると語句を別の辞書で調べられる「Sジャンプ」や、音声再生ができる「なぞって&タッチ」にも対応。本モデルはAC10の12コンテンツに朝鮮語辞典や小学館 日韓辞典を追加収録した韓国語対応モデルで、カラーはホワイトのみ。
- PW-AC30（2011年7月発売）
機能面はAC40と同等だが、こちらはAC10の12コンテンツに中日辞典・日中辞典を追加収録した中国語対応モデルで、カラーはホワイトとブラックの2色。
- PW-GC50（2012年1月発売）
コンパクトモデル初の高校生向けモデル。『明鏡国語辞典 第二版』『新漢五林 第二版』『ジーニアス和英辞典 第3版』『OXFORD現代英英辞典 第8版』を含む12コンテンツを収録。本モデルも「なぞって&タッチ」に対応している。カラーはブラックのみ。
- PW-AC11（2012年6月発売）
AC10後継の旅行モデル。新たにスピーカーを搭載し、使用環境に応じてイヤホンとの使い分けが可能。また、収録コンテンツは新たに『旅の指さし会話帳 第2版』の10ヵ国を追加して22コンテンツとなり、すでに収録されている『漢字源』は第5版に、『ジーニアス和英辞典』は第3版にそれぞれ更新し、ネイティブ音声対応となった。カラーはバイオレットとピンクの2色で、ホワイトとの2トーンカラーとなった。
- PW-AC21（2012年6月発売）
AC20後継のTOEICテスト対策モデル。新たにスピーカーを搭載し、使用環境に応じてイヤホンとの使い分けが可能。また、収録コンテンツは新たにTOEIC対策コンテンツ5つを追加して17コンテンツとなったほか、『広辞苑』は『大辞林』の電子版である『スーパー大辞林3.0』に差し替えられた。さらに、すでに収録されている『漢字源』は第5版に、『ジーニアス和英辞典』は第3版に、『OXFORD現代英英辞典』は第8版にそれぞれ更新された。カラーはホワイトとブラックの2色展開となった。
- PW-NA1☆（2015年8月発売）
Brain初のモノクロ液晶モデル。辞書などのコンテンツを選ばなくても収録されているすべてのコンテンツから検索結果を表示する「調べる」ボタンや、検索方法（一括・例文）を切り替える「切替」ボタンをはじめとしたファンクションキーを上部に配置したほか、入力キーの種類や数を見直し、使用頻度が高い「決定」ボタンを大きめにするなど、ゆとりを持たせたタイプライターキー配列を採用。ディスプレイサイズは4.7型で、画面に表示される文字サイズを大きくした。収録コンテンツは『スーパー大辞林3.0』をはじめ、『漢字源 改訂第5版』、『ウィズダム英和辞典 第3版』『ウィズダム和英辞典 第2版』、『ブリタニカ国際大百科事典 小項目版』、7ヶ国語分の『ブルーガイドわがまま歩き旅行会話』の全12コンテンツを収録している。本体カラーはブラックとレッドの2色。
- PW-NK1☆（2015年8月発売）
機能や収録コンテンツは前述のNA1と同等だが、キー配列を50音順としたモデル（ファンクションキーや大きめの「決定」ボタンはNK1にも搭載）。本体カラーはブラックのみ。

## 純正ケース
2014年1月からは、電子辞書専用純正ケースが用意されている。初代モデルはOZ-273で、カラーはシルバー・ブルー・レッドの3色。縦型でマジックテープ式であった。2018年1月には2代目モデルとなるOZ-300が発売された。向きが横型となり、側面がファスナー式となったため、ケースに入れたままでの使用が可能となった。カラーはOZ-273にも設定されているシルバーに加え、ブラックと初の柄デザインとなるチェック柄が設定された。なお、OZ-273は在庫僅少となった。
対応機種はOZ-273・OZ-300共通で、生活・教養モデルのSA系全機種とAA1、大学生・ビジネスモデルのSB系全機種、学生モデルのSH系全機種・SS6・SJ系全機種・AJ1などとなっている。

## Windows CE用アプリケーションについて
Brainのカラー液晶モデルには、Papyrusの一部モデルのようにWindows Embedded CE 6.0(Core)を搭載しており、Pocket PCやHandHeld PCといった他のWindows Embedded CE搭載機器用のソフトが利用出来る場合がある。 また、Brainに搭載されている検定系アプリケーションやブレーンライブラリで配信されているアプリケーションはWindows CE向けアプリケーションである。
ただ、Windows Embedded CEは組み込み用OSであり、機器を開発するメーカーがその機器に不要な機能は削除し、必要な機能のみを選んで搭載することが可能であるために、SHARPが必要最低限な機能に絞って搭載している。そのため多くのPocket PCやHandheld PC用のアプリケーションは使えない事が多い。Brainのカラー液晶モデルが採用するCoreはCE6の中でも最小構成とされるものとなる。